# Lauricisque
Lauricisque est un quartier de Pointe-à-Pitre, en Guadeloupe. 

## Localisation
Le quartier se situe entre l'embouchure de la Rivière Salée à l'ouest (au niveau du pont de la Gabarre) qui sépare Pointe-à-Pitre de Baie-Mahault, le boulevard Gerty Archimède, au nord qui le sépare de la plaine de Grand-Camp qui se situe sur le territoire de la commune voisine des Abymes, la rue Neil-Armstrong qui la sépare à l'est, du quartier voisin de Bergevin, et le front de mer donnant sur la baie de Pointe-à-Pitre, au sud. C'est le quartier le plus à l'ouest de la ville.

## Histoire et urbanisme
Le quartier a vu le jour en 1962, alors que Pointe-à-Pitre connaissait sa première grande rénovation urbaine. Il doit son nom à monsieur Lauriscique, un propriétaire terrien qui possédait un élevage au pied d'un morne appelé Loret. La ville de Pointe-à-Pitre racheta la parcelle, puis rasa le monticule avant d'entreprendre l'assainissement. Le quartier prit tout d'abord le nom de « Cité Transit », en raison du transport des cases (maisons traditionnelles des Antilles) en provenance des quartiers à rénover proches du centre-ville comme Bergevin, Chanzy ou Henri IV.
Par la suite, de nombreux ensembles résidentiels furent construits comme les Tours Gabarre (devenues depuis les résidences Les Palmiers I et II et Le Marais), construites entre 1972 et 1975  qui étaient les plus hauts immeubles du quartier, mais aussi de Pointe-à-Pitre, de la Guadeloupe entière, ainsi que des Départements français d'Amérique (avec 19 étages et 476 logements), ou encore les résidences Anacaona, Bord de Mer, Gerty Archimède, Rivière Salée, ou encore Pierre de Guilhermier et Caraïbe VI entre autres.
Le quartier possède deux grands établissement scolaires : une école maternelle et primaire située à proximité des tours Gabarre et le collège Front de Mer. Il dispose également d'une église, Notre-Dame de l'Annonciation, avoisinant le collège du quartier.
On y trouve également un important port de pêche.
Le quartier fait partie du projet de rénovation urbaine de Pointe-à-Pitre depuis la signature de la convention avec l'ANRU en 2006. Il prévoit notamment la démolition des tours Gabarre (dont le chantier a débuté en février 2019 et s'est achevé en décembre 2021) , ainsi que la résidentialisation des autres ensembles résidentiels.